# Jamie Noon
Pour les articles homonymes, voir Noon.

a Compétitions nationales et continentales officielles uniquement.

b Matchs officiels uniquement.
Dernière mise à jour le 28 février 2025.
Jamie Noon, né le 9 mai 1979 à Goole (Angleterre), est un joueur anglais de rugby à XV. Il a joué en équipe d'Angleterre et évolue au poste de centre.

## Biographie
Jamie Noon obtient sa première sélection avec l'équipe d'Angleterre le 2 juin 2001 contre le Canada.
Il est sélectionné dans le groupe anglais retenu pour la Coupe du monde 2007 en France. Il joue deux matchs de la phase de poule, avant de se blesser au genou, ce qui entraîne son remplacement dans le groupe par Toby Flood.
Jamie Noon rejoint le CA Brive en 2009. Il annonce prendre sa retraite à la fin de la saison 2012-2013 après la remontée du CA Brive en Top 14, mais continue encore une année en amateur au SC Tulle.

## Palmarès

### En club
- Vainqueur de la coupe d'Angleterre : 2001, 2004
- Vainqueur de la finale d'accession de Pro D2 : Championnat de France de rugby à XV de 2e division 2012-2013

### En équipe nationale
- 38 sélections en équipe d'Angleterre entre 2001 et 2009
- 7 essais (35 points)
- Sélections par année : 3 en 2001, 2 en 2003, 7 en 2005, 11 en 2006, 4 en 2007, 10 en 2008, 1 en 2009
- Tournois des Six Nations disputés : 2005, 2006
- Coupe du monde disputée : 2007  (2 matchs)